# 얼룩푸른혀도마뱀
얼룩푸른혀도마뱀(blotched blue-tongued lizard)은 도마뱀과 푸른혀도마뱀속에 딸린 종이다. 학명은 틸리쿠아 니그롤루테아(Tiliqua nigrolutea). 호주 남동부 고유종이다.
푸른혀도마뱀속(Tiliqua) 도마뱀류의 총칭으로, 큰 머리와 원통형 몸통, 짧은 다리, 난태생등의 특징을 공유한다. 국내 애완동물업계에선 영명 그대로 읽은 '블루텅스킨크'라 불린다.
이름처럼 새파랗고 큰 혀는 화학분자를 감지하고 먹이를 섭취하는데 도움이 될 뿐 아니라 훌륭한 위협용 기관이기도 하다. 혀를 빠르게 날름대거나 넓게 뻗어서 보호색을 띈 수수한 몸통과 대조적인 강렬한 시각적 효과를 노리는 것. 위협이 효과가 없을때는 달려들어 깨물기도 하는데, 후술할 특징 때문에 굉장히 아프고 상처가 날 수 있으니 사람에게 익숙하지 않은 개체를 취급할 시 주의를 기울여야 한다.
다른 도마뱀류에 비해 머리가 넓적하며 이빨이 둥글고 무딘 편인데, 이는 주식인 육산패류(달팽이)의 껍데기를 깨부수기 위해서이며 치악력도 강한 편이다.
다리가 매우 짧아 거의 땅에 붙어 기는 듯이 걷는데, 몸까지 비대하니 굼뜨고 느린 동물로 생각하기 쉬우나 마음만 먹으면 의외로 놀랄만큼 빨리 달리는 것도 가능하다. 이러한 외형과 행동으로 이 동물을 처음 접한 사람은 뱀으로 착각하는 경우가 많은데, 특히 일본에서는 상상의 동물 츠치노코와 흡사하다는 이유로 이 도마뱀을 츠치노코로 착각한 경우가 매우 많았으며, 실제로 츠치노코 목격담은 일본에 푸른혀도마뱀이 수입된 이후 급증하였다. 심지어 푸른혀도마뱀 한 마리 가져다놓고 츠치노코를 포획했다고 거짓말을 하는 제보자도 많았다고 한다. 이러한 점 때문에 일본에선 푸른혀도마뱀이 인기가 많다.
사육 난이도가 높지 않고 체질도 강한데다가 20년 전후로 장수하는 편으로 서양에서는 애완용으로 수요가 높다. 지능도 파충류 치고는 꽤 괜찮은 편이라 교감도 어느정도 가능하다. 다만 갖추어야 할 것이 입문종이라고 보기에는 많은 편이며, 난태생에다가 공급이 수요를 따라가지를 못하다 보니 저렴한 파충류는 아니다.
잡식성이다 보니 급여할 수 있는 먹이는 매우 다양하다. 대체로 유체는 육식성이 강하며, 성장과 동시에 채식의 비중이 늘어난다. 과일은 사과나 귤처럼 산성이 강한 과일은 개체의 소화기에게 좋지 않으므로 망고나 바나나, 수박과 같은 산성이 낮고 당이 많은 과일을 주자. 특히나 바나나를 무척 좋아한다.
개, 고양이 사료를 주로 급여하는 경우, 먹이용 곤충(귀뚜라미, 밀웜, 슈퍼웜)+각종 채소나 과일로 충족하는 등 자신의 취향에 맞추면 된다. 물론 육식/채식 균형은 물론 파충류용 비타민과 칼슘 보충을 잊으면 안 된다.
성체의 크기는 종류마다 다르며 약 40~50cm부터 최대 70 cm 전후로 자라는 경우도 있다.
움직임이 거의 없기 때문에 3자 사육장에서도 어렵지 않게 키울 수 있지만 턱수염도마뱀처럼 입체적으로 돌아다니는 녀석이 아니니 웬만해선 4자 정도는 맞춰 주자.
서식지 또한 인도네시아의 열대우림부터 호주 내륙의 사막지역까지 다양하므로 자신이 키우는 종류에 맞게 온습도를 조절해주어야 한다. 일반적으로 사육장 온도는 낮 기온 26 ~ 29도/야간 기온 18 ~ 22도/핫존 32 ~ 38 사이로 권장한다.
야간이라고 하여 온도가 좀 더 내려가도 괜찮겠다고 생각해도 큰일이 나지는 않지만, 휴면기로 들어는 경우가 있는 점 유의하여 키워야 한다.
사육장 온도를 맞춘다고 하여 일반 레오파드게코, 크레스티드게코처럼 전기장판이 아니라 UVB , 스팟 , 야간에는 검정색 전등으로 온도를 맞춰주면서 관리하는게 좋다.
도마뱀과의 대부분의 종처럼 푸른혀도마뱀도 땅을 파는 습성이 있으므로, 이 욕구를 충족할 수 있는 바닥재를 깊게 깔아주어야 한다. 파충류용으로 판매되는 칼슘모래는 장폐색증을 유발하므로 피하고, 코코넛 바닥재나 파충류용 나무 껍질 같은 것을 깔고, 먹이와 물그릇을 배치해 되도록 바닥재를 먹는 일이 없게 하자.
핸들링에도 얌전한 편이다. 다만 일부종을 제외하면 서로를 싫어하므로 단독사육이 권장된다. 잡식성인 만큼 배설물에서 다소 냄새가 많이 나는 점도 유의.